# Gustavo Petta
Gustavo Lemos Petta, conhecido como Gustavo Petta (Campinas, 26 de dezembro de 1980), é um jornalista, ex-líder estudantil e político brasileiro, filiado ao Partido Comunista do Brasil (PCdoB).

## Biografia
Petta é o único presidente reeleito da história da União Nacional dos Estudantes, tendo protagonizado a campanha pela aprovação do Programa Universidade para Todos (ProUni).
Após sair do movimento estudantil, foi eleito vereador de Campinas e deputado federal. Também foi secretário de Esporte e Lazer de Campinas, tendo uma atuação destacada na promoção do esporte como um direito cidadão.
Em 2014, obteve 33.370 votos para deputado estadual e ficou na segunda suplência do seu partido. Em maio de 2018, assumiu a cadeira de deputado estadual após a licença de Júnior Aprilantti. Em dezembro de 2018 volta para a Câmara de Campinas reassumindo a cadeira de vereador.

### Infância
Gustavo Petta nasceu em 26 de dezembro de 1980 em Campinas. É filho do professor Augusto César Petta e da professora Maria Clotilde Lemos Petta.
Passou a sua infância no interior de São Paulo, juntamente com suas três irmãs: Ana Cristina, Helena e Renata.

### Movimento estudantil
O envolvimento de Gustavo Petta com a política vem da família. O pai foi delegado da UNE e estava entre os 700 estudantes presos no congresso de Ibiúna, em 1968.
A irmã mais velha, Ana Cristina, mais conhecida como Tininha, foi idealizadora dos Centros Universitários de Cultura e Arte (Cucas), da UNE. A sua irmã mais nova, Renata, foi a segunda mulher na história a ocupar a presidência da União Estadual de Estudantes de São Paulo (UEE-SP).
Segundo conta Petta, seu primeiro contato real com a política se deu aos 11 anos ao participar das gigantescas passeatas do “Fora Collor!”. Quando adolescente, integrou os grêmios do colégio Pio XII e da escola Aníbal de Freitas, ambos em Campinas.
Contagiado pela esperança de mudanças no país, aos 16 anos, foi eleito presidente da União Campineira de Estudantes Secundaristas (UCES). Ingressou no curso de Jornalismo e foi presidente do DCE da Pontifícia Universidade Católica de Campinas (PUC-Campinas) e da União Estadual dos Estudantes de São Paulo (UEE-SP).
Em 2003, Petta foi eleito presidente da União Nacional dos Estudantes (UNE). Em 2005, tornou-se o único presidente reeleito da história da UNE, ficando no cargo até 2007. Ele se destacou na campanha de aprovação do Prouni ao lado do presidente Luiz Inácio Lula da Silva e do ministro da Educação Fernando Haddad. E liderou a recuperação do terreno da Praia do Flamengo, 132, histórica sede da UNE que havia sido destruída pelo militares durante a ditadura.

## Carreira política

### Início
Militou na União da Juventude Socialista (UJS), integrando-se aos quadros do Partido Comunista do Brasil (PCdoB). Em 2008, lançou-se candidato a vereador na cidade de São Paulo, obtendo 14 mil votos.

### Secretário de Esporte e Lazer de Campinas
Foi secretário de Esporte e Lazer de Campinas entre 2009 e 2010. Realizou a 1ª e a 2ª Virada Esportiva, implantou 26 km de ciclofaixas, resgatou para a cidade os Jogos Universitários e viabilizou patrocínio para formar uma equipe nacional de vôlei – a Medley Campinas – e para fortalecer o futsal – que levou a equipe do Pulo do Gato à elite desta modalidade esportiva em São Paulo. Deu ainda início à construção do centro olímpico de alto rendimento e trabalhou politicamente para que Campinas viesse a se tornar subsede da Copa do Mundo de 2014, recebendo as delegações de Portugal e Nigéria.

### Vereador de Campinas
Em 2012, foi eleito vereador de Campinas com 3.219 votos. Presidiu a Comissão de Educação, Cultura e Esporte e é considerado um dos parlamentares mais atuantes e assíduos da Câmara. Propôs a atualização da legislação esportiva campineira e o edital Cultura + Educação — ampliando o alcance do programa federal na rede pública. Aprovou projeto de lei de sua autoria que garante gratuidade a menores de 12 anos em eventos esportivos realizados nos ginásios e estádios da cidade, bem como o projeto de lei que proíbe homenagem a torturadores e violadores de Direitos Humanos nas vias públicas de Campinas. Também aprovou a Lei Cultura Viva Municipal. Em maio de 2018 se licenciou do cargo para assumir uma cadeira na Assembleia Legislativa de São Paulo. A vaga do PCdoB na casa foi ocupada pelo primeiro suplente do partido, Carlinhos Camelô. Após passagem pela Alesp, Gustavo Petta voltou a assumir sua cadeira na Câmara de Campinas em 15 de dezembro de 2018 para cumprir o mandato até dezembro de 2020. Na Câmara, assumiu a presidência da Comissão Permanente de Educação e Esporte.
Em 2020, foi reeleito para o terceiro mandato com 3.059 votos. Na Câmara, foi reconduzido à presidência da Comissão Permanente de Educação e Esporte para o biênio 2021-2022. Já no biênio, 2023-2024 assumiu a presidência da Comissão Permanente de Ciência e Tecnologia da casa. A sua ação a frente da comissão aproximou o poder legislativo do setor de cientistas de Campinas.
Nas eleições de 2024, foi reeleito para o quarto mandato com 4.803

### Deputado Federal
Em fevereiro de 2014, assumiu o cargo de deputado federal após a renúncia de João Paulo Cunha (PT-SP). Na eleição de 2010, quando se candidatou ao cargo, obteve 60.176 votos, ficando na suplência. Um dos parlamentares mais jovens do Congresso Federal, Petta é integrante das comissões de Educação e Esporte. Na Casa, ajudou na aprovação do Marco Civil da Internet, da PEC da Defensoria Pública e do Plano Nacional de Educação (PNE) – que garantirá 10% do PIB de investimento em educação – e realizou o seminário “Dez Anos de Prouni – Balanço e Perspectivas”, que contou com representantes do governo e da sociedade civil organizada. Defende a criação da Universidade Federal em Campinas e a extensão da bolsa-permanência para todos os estudantes do Prouni. Em fevereiro de 2015, após o encerramento do mandato de deputado, reassumiu o cargo de vereador em Campinas.

### Deputado Estadual
Em maio de 2018, assumiu o cargo de deputado estadual após o pedido de licença feito por Junior Aprilantti (PSB) que foi nomeado secretário de turismo pelo governador Márcio França. Na eleição de 2014, quando se candidatou ao cargo, obteve 33.370 votos, ficando na suplência.  Nas eleições de 2018, Petta teve 24.103 votos e não foi reeleito.

### Outras atuações
Em 2021, assume a Secretaria Nacional de Juventude do Partido Comunista do Brasil.